# Janusz Cichocki
Janusz Cichocki (ur. 1955) – polski aktor teatralny, reżyser teatralny i pedagog; profesor Transform Schauspielschule oraz Max Reinhardt Seminar.

## Życiorys
Absolwent Wydziału Aktorskiego Państwowej Wyższej Szkoły Filmowej, Telewizyjnej i Teatralnej im. Leona Schilera w Łodzi (1977). Na deskach teatru repertuarowego zadebiutował 26 września 1977 roku, rolą Leniwego Burczymuchy w Trzech białych strzałach Jana Makariusa w reżyserii Jana Kwapisza. Był związany z Teatrem im. Wojciecha Bogusławskiego w Kaliszu (1977−1980), Słupskiego Teatru Dramatycznego (1981), Teatru Nowego w Warszawie (1982−1985) oraz Teatru Ochoty (1983).
Od 1989 roku pracuje w Niemczech, gdzie w latach 1989−2003 współpracował z berlińskim Teatrem Kreatur Andreja Worona, z którym został laureatem Friedrich-Luft-Preis (1993) przyznawanej przez dziennik Berliner Morgenpost. Ponadto był związany z Volksbühne Berlin, Berliner Ensemble, Theater an der Parkaue Berlin, a także scenami w Bremie, Bielefeld i Darmstadt. Od 2004 roku jest profesorem Transform Schauspielschule, a od 2014 Max Reinhardt Seminar na Universität für Musik und darstellende Kunst Wien.